# Hipparchus (krater)
Hipparchus är en nedslagskrater på planeten Mars namngiven efter den grekiske matematikern och astronomen Hipparchus.
Kratern har en diameter på ungefär 94 km.